# Clwyd
Clwyd – hrabstwo ceremonialne i dawne hrabstwo administracyjne (1974-1996) w północnej Walii.
Nazwa hrabstwa pochodziła od rzeki Clwyd. Utworzone zostało w 1974 roku z historycznych hrabstw Flintshire i Denbighshire (z wyłączeniem doliny rzeki Conwy, którą włączono do sąsiedniego Gwynedd), oraz północno-wschodniego fragmentu Merionethshire. Hrabstwo administracyjne zlikwidowane zostało w 1996 roku, jego terytorium podzielone pomiędzy nowo utworzone hrabstwa Denbighshire, Flintshire, Wrexham i Conwy.
W jego skład wchodziło sześć dystryktów:
- Alyn and Deeside
- Colwyn
- Delyn
- Glyndwr
- Rhuddlan
- Wrexham Maelor